# بوب لايت
بوب لايت (بالإنجليزية: Bob Light)‏ هو لاعب كرة مضرب أمريكي، ولد في 27 أبريل 1927 في سانت لويس في الولايات المتحدة، وتوفي في 11 مايو 2015.